# Deafheaven
I Deafheaven sono una band black metal statunitense nata a San Francisco nel 2010 per volere di George Clarke (cantante) e Kerry McCoy (chitarrista) dopo lo scioglimento dei Rise of Caligula.

## Storia del gruppo
Il gruppo nasce inizialmente come duo e si fa notare subito con una demo tape uscita nel 2010. La musica si distingue subito per non essere il solito black metal mostrando svariate influenze esterne che vanno dal post-rock allo shoegaze. Nel demo oltre a George Clarke e Kerry McCoy suona anche John Kline (morto nel 2012) in veste di batterista, anche lui proveniente dai Rise of Caligula.
Nel frattempo i Deafheaven si trasformano in un quintetto aggiungendo all'organico Derick Prine (basso), Trevor Deschryver (batteria) e Nick Bassett (chitarra) e nel 2011 danno alle stampe il primo album intitolato Roads to Judah, che viene pubblicato dall'etichetta Deathwish Inc., specializzata in hardcore punk e post-hardcore. Il successo del disco è inaspettato e la band oltre a ricevere molti riconoscimenti prende subito parte a vari tour in Europa, Stati Uniti e Giappone assieme ad altre band tra cui Alcest, Boris, Russian Circles, Chelsea Wolfe, Between the Buried and Me e Marriages.
Il vero e proprio successo del gruppo però esce nell'estate 2013 e prende il nome di Sunbather. I Deafheaven oltre ad essere tornati un duo personalizzano il sound dando un tocco più personale alle composizioni, che questa volta suonano più eteree e meno cupe. Il successo si fa sentire e alla fine dell'anno il disco riceve numerosi premi e vende parecchie copie. Tra le collaborazioni da menzionare c'è la performance alla batteria di Daniel Tracy in tutte le tracce e un breve spoken word di Neige degli Alcest.
Nel 2015 esce New Bermuda, terzo album della band. La formazione viene ampliata aggiungendo in pianta stabile i membri precedentemente considerati session e mostra anche una più marcata influenza metal, in particolare thrash e black tradizionali. Per controbilanciare vengono curate maggiormente anche le parti più soft aggiungendo chitarre acustiche e pianoforte ai vari passaggi. Il disco riceve una buona accoglienza e fra le band con cui il gruppo condividerà il palco in tour sfilano i nomi di Myrkur, Anthrax, Lamb of God, Carcass e Tribulation.
L'attività live prosegue anche negli anni successivi e si comincia a parlare del sequel di New Bermuda solamente nel 2018. L'album in questione si intitola Ordinary Corrupt Human Love che si discosta in parte dal lato più metal dei Deafheaven ampiamente esplorato nell'album precedente per dare pià spazio ad aperture rock con particolari riferimenti a band come The Smashing Pumpkins, Slint e Foo Fighters, senza però rinunciare alle sfuriate black metal con blast beat e voce scream. Dopo l'album segue un tour con i Drab Majesty che verrà raccontato nel documentario Corrupt Live Across America pubblicato su Youtube.

## Formazione

### Formazione attuale
- Kerry McCoy (2010-) - chitarra, Precedentemente Basso
- George Clarke (2010-) - voce
- Daniel Tracy (2012-) - batteria
- Shiv Mehra (live 2013-2014, 2014-) - chitarra
- Chris Johnson (2017-) - basso

### Ex componenti
- Trevor Deschryver (2010-2012) - batteria
- Derek Prine (2010-2013)- Basso
- Nick Bassett (2010-2013) - chitarra
- Korey Severson (2012-2013) - batteria
- Stephen Lee Clarke (live 2013-2014, 2014-2016) - basso

### Componenti Live
- Joey Bautista (2011-2012) - chitarra
- Gary Bettencourt (2011) - chitarra
- Mike Coyle (2012) - chitarra
- Mike Sullivan (2017) - basso

## Discografia

### Album in studio
- 2010 - Roads to Judah
- 2013 - Sunbather
- 2015 - New Bermuda
- 2018 - Ordinary Corrupt Human Love
- 2021 - Infinite Granite
- 2025 - Lonely People With Power

### Live
- 2011 - Live at the Blacktop
- 2020 - 10 Years Gone

### Split
- 2012 - Deafheaven / Bosse-de-Nage

### Demo
- 2010 - Demo

### Singoli
- 2011 - Libertine Dissolves / Daedalus
- 2014 - From the Kettle Onto the Coil
- 2015 - Brought to the Water
- 2015 - Come Back
- 2018 - Honeycomb
- 2018 - Canary Yellow
- 2019 - Black Brick
- 2021 - Great Mass of Color